# Alfons De Winter
Alfons De Winter (12 de setembro de 1908 - 7 de julho de 1997) foi um futebolista belga que competiu na Copa do Mundo FIFA de 1938.